# Filipp Kirkorov
Filipp Bedrosovitj Kirkorov (ryska: Фили́пп Бедро́сович Кирко́ров, bulgariska: Фи́лип Бедро́сов Кирко́ров), född 30 april 1967 i Varna, Bulgarien, är en rysk sångare, skådespelare, musikalartist och tv-personlighet.
Filipp Kirkorov slog igenom i tv-programmet Sjire Krug i november 1985, där han sjöng en sång på bulgariska. Därefter har han gett ut ett tjugotal album och medverkat i ett antal filmer. Han är känd för sin morgonshow Morning with the Kirkorov som sänds på den ryska kanalen NTV. Det var även han som lanserade Anastasija Stotskaja.
Den 13 januari 1994 förlovade Filipp Kirkorov sig med den ryska sångerskan och skådespelerskan Alla Pugatjova. Den 15 mars registrerades deras vigsel i Sankt Petersburg och 15 maj samma år välsignades de på Tempelberget i Jerusalem.
Filipp Kirkorov har tagit emot två priser vid Monte Carlo World Music Awards för bäst säljande ryska artist 1996 och 1999. Åtta gånger har han blivit nominerad i den ryska motsvarigheten till Grammis. Hans turné The Best, Favorite and Only One for You har tagit emot pris för den bästa turnén. Filipp Kirkorov finns i Guinness Rekordbok för sin bedrift att ha flest utsålda konserter i rad - 32 stycken, med 4 000 i publiken på varje föreställning. Filipp Kirkorov släppte också sin egen parfymlinje, «Ya», som skapades som en del av marknadsföringen av hans «Ya»-turné.
Philip har två barn: Alla Victoria (för att hedra ex-fru Alla och mor Victoria) och Martin (för att hedra Ricky Martin).

## Eurovision Song Contest
Kirkorov deltog i Eurovision Song Contest för Ryssland år 1995 i Dublin, Irland med bidraget Kolybelnaja dlja vulkana. Han slutade där på 17:e plats av 23 tävlande, vilket fram till 2018 var Rysslands sämsta placering. 
2007 var han med och skrev Dmitry Kolduns vitryska bidrag Work Your Magic som kom på sjätteplats. Året efter skrev han det ukrainska bidraget Shady Lady, framfört av Ani Lorak som slutade tvåa efter ryska Dima Bilan.

## Diskografi
- 1990 - Philip
- 1991 - Sky and Earth
- 1991 - You, You, You
- 1992 - You Old So-and-So
- 1994 - I'm not Raffaello
- 1995 - Say "Yes!" to the Sun
- 1998 - With Love to the One and Only
- 1998 - The Best Favourites Only for You!
- 1999 - Oh, Mama, Shika Dam!
- 1999 - The Bat
- 2000 - Fire and Water
- 2000 - CheloPhiliya
- 2000 - Kilimanjaro
- 2001 - Diva
- 2001 - Magico Amor
- 2001 - Will You Believe?
- 2001 - Yesterday, Today, Tomorrow and...
- 2001 - I Would Die for You
- 2001 - Maria
- 2002 - In Love and Madly Lonely
- 2002 - Cruel Love
- 2003 - Unknown Girl